# Prethopalpus alexanderi
Espèce
Prethopalpus alexanderi est une espèce d'araignées aranéomorphes de la famille des Oonopidae.

## Distribution
Cette espèce est endémique du Gascoyne en Australie-Occidentale. Elle se rencontre à 20 m de profondeur dans le calcaire d'Exmouth dans la chaîne du Cap.

## Description
Le mâle holotype mesure 1,05 mm. Cette espèce est anophtalme par adaptation à la vie troglobie.

## Étymologie
Cette espèce est nommée en l'honneur de Jason Alexander.

## Publication originale
- Baehr, Harvey, Burger & Thoma, 2012 : The new Australasian goblin spider genus Prethopalpus (Araneae, Oonopidae). Bulletin of the American Museum of Natural History, no 369, p. 1-113 (texte intégral).